# Pekka Halonen (virolog)
Pekka Eljas Halonen, född 11 september 1927 i Helsingfors, död 19 februari 2001 i Åbo, var en finländsk virolog. 
Halonen, som var son till generaldirektör Auno Lyytos Halonen och Lea Raakel Margit Höglund, blev student 1946, medicine kandidat 1949, medicine licentiat 1953 samt medicine och kirurgie doktor 1955. Han var assistent vid Helsingfors universitets serobakteriologiska inrättning 1955–1958, vid institutionen för viruslära 1958–1963, docent i virologi vid Helsingfors universitet från 1958 och professor i viruslära vid Åbo universitet från 1963. Han var biträdande direktör vid medicinfabriken Orion Oy:s mikrobiologiska avdelning 1950–1956, direktör 1958–1962. Han tilldelades Matti Äyräpää-priset 1989.